# سفارة تركيا في كازاخستان
سفارة تركيا في كازاخستان هي أرفع تمثيل دبلوماسي لدولة تركيا لدى كازاخستان. تقع السفارة في مدينة نور سلطان وهي تهدف لتعزيز المصالح التركية في كازاخستان.

## وصلات خارجية
- قائمة سفارات تركيا
- قائمة السفارات في كازاخستان